# Joseph Hamilton Daveiss
Joseph Hamilton Daveiss est un avocat américain et commandant d’un régiment de dragons à la Bataille de Tippecanoe.

## Jeunesse
Joseph Hamilton Daveiss est né le 4 mars 1774, dans le comté de Bedford, en Virginie. Enfant, il déménage avec ses parents dans le Kentucky, sans doute près de Danville. Il poursuit ses études dans une académie à Harrodsburg. Il est admis au Barreau du Kentucky en 1795. Excentrique, il se présente régulièrement à la cour en tenue de chasse. Il participe comme second de John Rowan (Kentucky) (en) dans un duel en 1799, ce qui le conduit un temps à être fugitif. Daveiss défend finalement sa cause devant un tribunal, et obtient l’acquittement. Il épouse la sœur du juge John Marshall, Nancy, et  retourne dans le Kentucky. Daveiss se présente lui-même comme le premier avocat à l'ouest des Appalaches à plaider une cause devant la Cour suprême des États-Unis.

## Conspiration de Burr
Daveiss sert comme procureur des États-Unis dans le Kentucky. Il  est décrit comme un "Kentucky fédéraliste ". Entre février et mars 1806, il écrit au président Thomas Jefferson plusieurs lettres pour l’avertir de possibles activités conspiratrices d’Aaron Burr. Sa lettre datée du 14 juillet adressée à Jefferson, déclare catégoriquement que Burr prévoit de provoquer une rébellion dans les régions du sud-ouest afin de former une nation indépendante sous son emprise. 
Des accusations similaires apparaissent également contre le sénateur Républicains-Démocrates John Adair dans un journal de Frankfort (Kentucky), le Western World. Mais Jefferson dénonce les accusations de Daveiss contre Burr, lui aussi Républicains-Démocrates, comme politiquement motivé. Le 3 novembre 1806, Daveiss porte ses accusations de trahison contre Burr dans le Kentucky et ordonne sa comparution pour répondre aux accusations de trahison. Les accusations sont cependant rejetées grâce à de l'avocat de Burr, Henry Clay. Cet échec porte un coup à l'image de Daveiss.

## Guerre de Tecumseh
En 1811, Daveiss se porte volontaire pour servir dans la milice de l’Indiana, répondant à l'appel du gouverneur William Henry Harrison pour marcher contre le village de Tecumseh dans le parc d'État de Prophetstown. Il prend la tête de deux compagnies de dragons, et de toute la cavalerie de l'armée d'Harrison.
Dans la nuit du 6 novembre 1811, l'armée d’Harrison fait camp près de Prophetstown . Les dragons du Major Daveiss occupent une place à l'arrière de l'aile gauche. Pour prévenir une attaque de nuit, les dragons sont mis en reserve et reçoivent l'ordre de se préparer à combattre à pied avec des pistolets. La Bataille de Tippecanoe s'ouvre tôt le lendemain matin lorsque les Indiens attaquent. Le major Daveiss s’élance au cœur de la bataille avec un petit détachement. Il est repoussé, et mortellement blessé lors de cette charge. Il meurt peu de temps après, le 8 novembre.
Au moment de la bataille de Tippecanoe, Daveiss servait le huitième grand maître des francs-maçons de la grande loge de Kentucky. Il était membre de la loge # 1 de Lexington (Kentucky). Plusieurs comtés américains portent son nom pour lui rendre hommage. Bien que l'orthographe correcte de son nom est "Daveiss", il est uniformément orthographié Daviess par la toponymie. On peut citer le Comté de Jo Daviess dans l'Illinois, le Comté de Daviess (Indiana), le Comté de Daviess (Kentucky), le Comté de Daviess (Missouri). Un village dans le Minnesota porte également son nom.